# Erich Klawonn
Erich G. Klawonn (født 1942, død 2. marts 2011) var en dansk filosof, uddannet mag.art. fra Københavns Universitet. I 1975 blev han ansat som lektor på Odense Universitet, erhvervede sig doktorgraden i 1991, og i 2003 blev han professor ved Syddansk Universitet. Hans hovedområder var bevidsthedsfilosofi, sjæl-legeme problemet, personlig identitet, dybdepsykologi og metaetik. I 1992 modtog han Fyens Stiftstidendes forskningspris og i 2001 Syddansk Universitets undervisningspris. Han var, fremgår det, særdeles vellidt af sine studerende, både som underviser og som menneske.

## Filosofiske synspunkter

### Metafysik og bevidsthedsfilosofi
Klawonn forsvarede filosofiske synspunkter, der ikke altid var i overensstemmelse med mainstream-tænkningen og tidsånden. Han udtrykker sin grundlæggende tilgang til den filosofiske tænkning på denne vis:
Når man beskæftiger sig med idehistoriske og filosofiske emner, kommer man ret hyppigt ud for tilsyneladende væsentlige og konsekvensrige synspunkter, som alle er enige om er forkerte, men hvis fejlagtighed ingen synes i stand til at dokumentere. Det kan blot konstateres, at de pågældende synspunkter ikke har 'vind i sejlene', eller at de har 'tidsånden imod sig'. Nu kan man så vælge at lade historiens dom være det sidste ord i sagen, hvilket dog synes intellektuelt utilfredsstillende. Ud fra en almen filosofisk interesse burde det vel snarere undersøges, om den generelt negative dom over sådanne synspunkter overhovedet er retfærdig – hvad der naturligvis vil kræve, at man mere interesserer sig for sagen end for kulturelle og idehistoriske konjunkturer.
Og der er dermed, fastholder han,
[i]nden for videnskab og filosofi (…) intet alternativ til intellektuel individualisme, selv hvis det skulle medføre, at man kommer til at bekende sig til synspunkter, der almindeligvis betragtes som forældede eller 'langt ude'.
Klawonn kritiserede både den naturalistiske/materialistiske virkelighedsforståelse og den socialkonstruktivistiske tilgang. Hvad angår den gængse naturalistiske opfattelse, baseret på en ren naturvidenskabelige tilgang, er den "ikke i sig selv et videnskabeligt resultat, men snarere en ingenlunde uproblematisk metafysisk generalisering ud fra sådanne resultater". Et afgørende og invaliderende problem for denne position, fremhæver han, er dens manglende evne til at forklare bevidstheden.
Også den socialkonstruktivistiske position i bred forstand, ifølge hvilken enhver opfattelse forstås som konstitueret i f.eks. kulturen, samfundet, sproget eller historien, og absolutte sandheder om virkeligheden afvises, opfatter han som forfejlet. Der er, argumenterer han, særlige betingelser, som må være opfyldt, for at kultur, sprog etc. overhovedet kan være til stede, såsom eksistensen af oplevende og kommunikativt interagerende individer. Dvs. der er absolutte sandheder til stede om verden, beliggende på et dybere betingelsesniveau. Og de metafysiske (absolutte) sandheder, som han fokuserer på, er beliggende på dette niveau.
I stedet forfægter han på baggrund af en række argumenter en (substans-)dualistisk opfattelse. Han anerkender, at det klassiske interaktionsproblem ikke er løst – hvorledes kan en fysisk substans og en ikke-fysisk bevidsthedsmæssig substans påvirke hinanden? Alternativerne til denne position står dog overfor endnu større problemer, hvorfor den dualistiske position er at foretrække frem for disse, argumenterer han.

Med anerkendelsen af eksistensen af en selvstændigt eksisterende bevidstheds- eller sjæle-substans er vejen åbnet for en fortsat eksistens efter den fysiske død, og Klawonn tillagde da også denne tanke en betydelig plausibilitet. Således hedder det vedrørende spørgsmålet om, hvad der sker efter den fysiske død, at:
det med al ønskelig tydelighed [synes] at fremgå, at den angiveligt forældede lære om sjælens naturlige udødelighed ikke står sig dårligere i lyset af rationel argumentation end det almindeligt accepterede synspunkt: at døden med sikkerhed fører til tilintetgørelse af den individuelle oplevelsessfære. (…) Dette burde (forekommer det) i det mindste føre til den konklusion, at 'udødelighedsdoktrinen' ikke er mindre plausibel end 'tilintetgørelsesdoktrinen'.

## Artikler
- "Criteria and Private Languages", Danish Yearbook of Philosophy, vol. 3, s. 29-54, 1966
- "En kritisk belysning af muligheden for at løse det klassiske induktionsproblem”, Symposion, OU, s. 1-36, 1969
- "Debatindlæg om induktionsproblemet", Symposion, OU, s. 15-21, 1971
- "Emotivismen hos Ayer og Stevenson", Symposion, OU, s. 1-25, 1971
- "Fire teorier om sjæl-legeme-problemet", N. O. Bernsen (red): Studier i Filosofi, Odense Universitetsforlag, s. 54-117, 1982
- "Jeg’ets paradoks", N.O. Bernsen (red): Studier i Filosofi , Odense Universitetsforlag, s. 54-117, 1982
- "McTaggarts paradoks og teorien om statisk tid", Philosophia 15, 1-2, s. 152-170, 1986
- "Kunstigt åndedræt til identitetsteorien", Philosophia 16, 1-2. s. 89-102, 1987
- "The "I": On The Ontology of First Personal Identity", Danish Yearbook of Philosophy, vol. 24, pp. 43-76, 1987
- "Defence of a Form of Non-reductionism", Danish Yearbook of Philosophy, vol. 25, pp. 41-61, 1990
- "A Reply to Lübcke and Collin", Danish Yearbook of Philosophy, vol. 25, pp. 89-107, 1990
- "Mennesket som subjekt og som objekt", Thomassen & Rendtorff (red): Kulturforståelse, Systime, Herning, s. 39-57, 1990
- "Jeg’ets ontologi igen – svar til mine kritikere", Refleks nr. 7, Fil. Inst. OU, s. 3-26, 1992
- "Tankeeksperimenter og logisk mulighed de re", Refleks nr. 9, Fil. Inst. OU, s. 11-18, 1992
- "Dynamisk tid versus statisk tid", Filosofi, Tidsbegrebet, nr. 6, s. 29-44, 1997.
- "Tilskyndelser, værdier og moral – Svar til Kai Sørlander", Refleks, nr. 30, s. 19-26, 1998
- "The Ontological Concept of Consciousness", Danish yearbook of philosophy, Vol. 33, s. 55-69, 1998
- "Moral og moralbegrundelse – svar til Sørlander", Refleks, nr. 2, s. 39-45, 1999
- "The Ontological Concept of Consciousness", Danish Yearbook of Philosophy, vol. 33, pp. 55-69, 1999
- "Den Dynamiske tids primat" samt "1. replik" og "2. replik" in D. Favrholdt (red): Hvad er tid? En filosofisk diskussion, Gyldendal, s. 31-58, s. 145-65 og s. 222-34, 1999
- "Concerning ”The Klawonntology of Consciousness – A reply to Oliver Kauffmann", Danish Yearbook of Philosophy, vol. 36, pp. 95-104, 2002
- "Den prærefleksive bevidstheds ontologi" in D. Zahavi og G. Christensen (red.): Subjektivitet og Videnskab. Bevidsthedsforskning i det 21. århundrede, Roskilde Universitetsforlag, s. 89-112., 2003
- "The Metaethical Foundations of Human Rights". Danish Yearbook of Philosophy, Vol. 38, 99-114, 2004
- "Forholdet mellem erkendelse og virkelighed – forsøg på en rationel rekonstruktion af epistemologisk common sense". Res Cogitans – Journal of Philosophy, No 1, Vol. 1, 110-147 www.rescogitans.dk, 2004
- "Findes der en jeg-substans? Forsøg på en rationel rekonstruktion af en utidssvarende opfattelse." Refleks nr. 35, s. 24-55, 2004
- "Virkeligheden tabt på gulvet? Kommentar til en monumental afhandling." Res Cogitans 2: 98-107, 2005
- "Metafysik som aktuel disciplin". Refleks 36: 7-17, 2005